# Forcepia colonensis
Forcepia colonensis är en svampdjursart som beskrevs av Carter 1874. Forcepia colonensis ingår i släktet Forcepia och familjen Coelosphaeridae. Inga underarter finns listade i Catalogue of Life.